# Predrag Matvejević
Predrag Matvejević (Mostar, 7. listopada 1932. – Zagreb, 2. veljače 2017.), hrvatski i bosanskohercegovački pisac i publicist. Hrvatski i talijanski državljanin, član Akademije nauka i umjetnosti BiH od 2002. Spada među najprevođenije hrvatske književnike u svijetu, a možda najpoznatije njegovo djelo Mediteranski brevijar prevedeno je na 23 jezika. Njegova knjiga Razgovori s Krležom je od objave 1969. doživjela niz reizdanja, i jedno je od glavnih dokumentacijskih djela o Krleži. Grupa talijanskih intelektualaca je 2016. predložila Matvejevića za Nobelovu nagradu za književnost.

## Životopis
Matvejević se je rodio u Mostaru 1932., od oca Vsevoloda Nikolajeviča Matvejeviča, ruskoga podrijetla, rođenoga u ukrajinskoj Odesi, koji je u Mostaru bio sucem nakon povratka iz ratnoga zarobljeništva u Njemačkoj 1945. godine. Prema Predragovim izjavama na HRT-u 2012., otac je imao boljševistička uvjerenja i velike simpatije prema ruskoj kulturi unatoč tome što su njegov otac i brat umrli od gladi u Gulagu. Predragova majka Angelina (r. Pavić) bila je Hrvaticom iz BiH, a njezina strana obitelji imala je bitan utjecaj na njegov rani odgoj u katoličkoj sredini. Nakon školovanja u rodnom Mostaru, gdje je bio i partizanski kurir, započinje studij francuskoga jezika i književnosti u Sarajevu koji završava u Zagrebu. Godine 1967. doktorira na sveučilištu Sorbonni u Parizu disertacijom o angažiranu i prigodnom pjesništvu. 
Do 1991. godine predavao je francusku književnost na Filozofskom fakultetu Sveučilišta u Zagrebu. Izbijanjem rata, kao umirovljenik napušta Zagreb te od 1991. do 1994. predaje slavenske književnosti na Trećemu pariškom sveučilištu (Nouvelle Sorbonne), a od 1994. do 2007. hrvatski i srpski jezik i književnost na rimskom sveučilištu La Sapienza, gdje se uspješno zalagao da se taj studijski smjer ne ugasi. Primio je počasni doktorat u Francuskoj (Perpignan) i dva u Italiji (Genova, Trst), a dodijeljen mu je 2002. godine i počasni doktorat na Sveučilištu „Džemal Bijedić“ u rodnom Mostaru. 
Bio je počasni doživotni potpredsjednik Međunarodnoga PEN kluba u Londonu, predsjednik Znanstvenoga vijeća Mediteranskoga laboratorija u Napulju i prijatelj nekadašnjeg talijanskog premijera i predsjednika Europske komisije Romana Prodija. Bio je savjetnik za politiku spram Sredozemlja Europskog povjerenstva i član Vijeća Šuvarove političke stranke SRP u Zagrebu.
Matvejević je 1989. bio u grupi intelektualaca s Filozofskog fakulteta u Zagrebu koji su osnovali Udruženje za jugoslavensku demokratsku inicijativu (UJDI), prvu neovisnu političku asocijaciju u tadašnjoj Jugoslaviji, koja je prethodila osnutku nacionalnih stranaka (HSLS, HDZ) i zalagala se za jedinstvenu socijalističku Jugoslaviju. Bio je član Savjeta časopisa Novi Plamen. Na parlamentarnim izborima u Hrvatskoj 1992. bio je kandidat za saborskog zastupnika na listi Socijalno-demokratske unije. Godine 1999. bio je, kao državljanin TR, kandidat talijanskih komunista na izborima za parlament EU [nedostaje izvor].
Nositelj je odlikovanja koje su mu dodijeli predsjednici Republike u Francuskoj (Legija časti), Hrvatskoj (Red Danice hrvatske), Sloveniji i Italiji.

## Književnost
Matvejević je jedan od najprevođenijih hrvatskih autora u svijetu. Njegovo najpoznatije djelo "Mediteranski brevijar" (Zagreb, 1987.) prevedeno je na 23 jezika. U Italiji je prodano u više od 300.000 primjeraka. Riječ je o literariziranoj, eruditskoj studiji identiteta i duha Mediterana, od Palestine do Gibraltara, od arapskog svijeta sjeverne Afrike do krajnjeg sjevera Jadranskog mora. Autor bilježi povijesne i etimološke uvide, predaju, kartografiju, pisma i običaje. Tekst je podijeljen u tri cjeline (Brevijar, Karte, Glosar). Koncipiran je kao niz kraćih ili duljih esejističko-lirskih zapisa koji zajedno daju portret Mediterana. Neke dijelove je za svoje nastupe pripremao talijanski dramatičar i nobelovac Dario Fo. U veljači 2016. grupa talijanskih intelektualaca predlaže Matvejevića za Nobelovu nagradu za književnost, nazivajući ga "ocem geopoetike". Argumentiraju kako je Mediteranskim brevijarom dao Europi nov način gledanja na Mediteran, a svojim ukupnim djelom stvorio sintezu jedinstvene europske kulture.
"Razgovori s Krležom", prvotno objavljeni 1969., su doživjeli brojna reizdanja, i predstavljaju jedno od temeljnih dokumentacijskih djela o Krleži. Razgovori su vođeni na Strossmayerovom trgu, u Leksikografskom zavodu, Krležinom domu i drugim mjestima u Zagrebu i okolici. Rjeđe je Krleža dolazio u Utrine, gdje je Matvejević tada stanovao. Razgovori su i snimani te su neki dijelovi objavljivani na nosačima zvuka (npr. Jugoton 1984.). Krleža u njima govori o svom susretu s Titom u Šestinama 1939., o sukobu na ljevici, o dramskoj poetici te o dramatizaciji Banketa u blitvi koji je imao premijeru 1981. u Hrvatskom narodnom kazalištu. Čita i ulomke iz Zastava. Krleža je iščitavao i dorađivao Matvejevićeve bilješke o vođenim razgovorima.
"Druga Venecija“ je prevedena na desetak jezika. Esejističko-putopisna knjiga "Kruh naš" (2009) istražuje teološki, antropološki, socijalni, i ini civilizacijski značaj kruha. Također je bila popularna u Italiji. Na knjizi je radio više desetljeća. Pandani u hrvatskoj kulturi su Žmegačeva knjiga o njemačkoj kulturi od Bacha do Bauhausa, i knjiga Nikole Viskovića o kulturnoj botanici. Matvejevićevu publicističku knjigu "Jugoslavenstvo danas" uredili su Jovan Radulović i Rajko P. Nogo a objavio beogradski BIGZ 1984. kao džepno izdanje u 30.000 primjeraka.

## Kontroverze
Matvejević je u tekstu Naši talibani (Jutarnji list, studeni 2001.) konstatirao kako bi bilo "dobro kad bi postojao poseban sud, ne samo onaj u Haagu, jedan još viši od njega, bolji i stroži od sudova časti što su poslije Drugog svjetskog rata u nas i u Evropi sudili kvislinškim piscima", i sudio književnicima koji su poticali na rat u BiH. Jedan od prozvanih pisaca Mile Pešorda ga je tužio za klevetu, smatrajući Matvejevićevu tvrdnju verbalnim političkim atentatom. Općinski sud u Zagrebu je u studenom 2005. proglasio Matvejevića krivim te mu odredio petomjesečnu uvjetnu kaznu, objavu presude u Jutarnjem listu o vlastitom trošku, i podmirenje sudskih troškova. Matvejević se nije žalio, navodeći da bi žalbom priznao presudu i onog tko ju je izrekao. Presuda je izazvala prosvjede više istaknutih pisaca u Europi te međunarodnog kluba književnika PEN, Hrvatskog novinarskog društva i tadašnjeg hrvatskog premijera Ive Sanadera. U prosincu 2005. je postala pravomoćna, a u rujnu 2009. ju je potvrdio i Vrhovni sud. Matvejevića i njegov napis su kritizirali i publicist Zdravko Tomac i umirovljeni sveučilišni profesor prava Zvonimir Šeparović. Francuski pisac i filozof Bernard-Henry Levy pozvao je hrvatske vlasti da ne šalju Matvejevića u zatvor zbog verbalnog delikta. Levyev članak je objavljen u francuskom Le Mondeu i američkom The Huffington Postu, a potpisali su ga talijanski pisci Umberto Eco i Claudio Magris, francuski filozof Michael Foessel, indijsko-britanski pisac Salman Rushdie, njemački filozof Peter Sloterdijk i drugi.
Imenovanjem Matvejevića za predstavnika Republike Hrvatske u Međunarodnoj organizaciji frankofonskih država, tadašnji predsjednik republike Ivo Josipović nailazi na kritike iz redova sudaca, koji su smatrali da nije prikladno na državnu dužnost imenovati osobu koja je izjavila da ne priznaje državne zakone.

#### Knjige objavljene prvotno na francuskom jeziku
- Pour une poétique de l'événement (préface de J.-M. Palmier, Pariz, 1979., Bukurešt, 1980., Skopje, 1983.)
- De la dissidence (Lausanne, 1996.)
- Le monde «ex» - Confessions (postface de Robet Bréchon, Pariz 1996., Milano, 1996., Zürich, 1996.)
- La Méditerranée et l'Europe - Leçons au College de France (Pariz, 1998., Milano, 1998.)
- Les Seigneurs de la guerre (sous la direction de P. Matvejevitch, Pariz, 1999., Milano, 1999., Prag, 2003.)
- L'Ile-Méditerranée (Pariz, 2000.)

#### Knjige objavljene prvotno na talijanskom jeziku
- Sarajevo (Milano 1995.);
- Ex-Jugoslavia : diario di una guerra (Napulj, 1995.)
- Tra asilo ed esilio (intervista a cura di Danilo De Marco, Montereale, 1997.)
- Golfo di Venezia (Venezia 1997.);
- Isolario Mediterraneo (Milano 2000.);
- Sul Danubio (Rim, 2001.)
- Compendio d'irriverenza (a cura di Sergej Roić, Lugano, 2001.)
- Lo specchio del Mare mediterraneo (Lecce 2002.);
- Un'Europa maledetta (Milano, 2005.)

## Vanjske poveznice
- (engl.) Pen International: In memoriam Predrag Matvejevic
- (hrv.) Večernji list: Umro Predrag Matvejević
- Službena stranica